# Khorramdarreh
Khorramdarreh (farsi خرمدره) è il capoluogo dello shahrestān di Khorramdarreh, circoscrizione Centrale, nella provincia di Zanjan in Iran. Nel 2011 aveva 52.548 abitanti. Si trova a nord di Abhar sulla grande via di comunicazione tra Zanjan e Qazvin.